# UAV FAP

## Historia
El Centro de Desarrollo de proyectos de la Fuerza Aérea del Perú (CEDEP), el 13 de marzo de 2008 presentó un prototipo de lo que sería el vehículo aéreo no tripulado (UAV), una pequeña nave que permitiría captar imágenes e informaciones de zonas inaccesibles. Este avión realizó su primer vuelo de prueba en la Base Aérea Las Palmas, iniciándose con ello una nueva etapa en el desarrollo de la tecnología aeronáutica.

## Equipamiento
La nave cuenta con una cámara de video para imágenes diurnas y nocturnas (FLIR), un radar y un detector infrarrojo, instrumentos que permiten la captación de imágenes e información sobre lo que ocurre en una zona de desastres, la misma que es enviada en tiempo real a un puesto de comando. Esto posibilita el rápido conocimiento de la situación con el fin de tomar las decisiones oportunas y acertadas.

## Proyecto
Este proyecto se llevó a cabo en virtud a un convenio que firmaron el Ministerio de Defensa (MINDEF) y el Consejo Nacional de Ciencia, Tecnología e Innovación Tecnológica (CONCYTEC). El proyecto fue desarrollado por un equipo multidisciplinario integrado por militares y civiles de la Fuerza Aérea, Marina de Guerra y Ejército.